# Чемпионат России по велокроссу
Чемпионат России по велокроссу — национальный чемпионат России по велокроссу. За победу в дисциплинах присуждается майка в цветах национального флага (на илл.). Проводится Федерацией велосипедного спорта России.

## История
Первые чемпионаты датируются концом 200-х годов. Возобновление состоялось в 2019 году и проводились в конце октября. В 2021 году чемпионат не проводился, а с 2022 года стал проходить в середине января. 

## Призёры

### Мужчины
| Год  | Победитель        | Второй             | Третий          |
| ---- | ----------------- | ------------------ | --------------- |
| 1998 | Василий Давиденко |                    |                 |
| 2000 | Максим Гоголев    | Александр Стрелков | Николай Земцов  |
| 2019 | Тимофей Иванов    | Станислав Антонов  | Евгений Печенин |
| 2020 | Станислав Антонов | Максим Гоголев     | Евгений Печенин |
| 2021 |                   |                    |                 |
| 2022 | Максим Гоголев    | Данил Москвин      | Даниил Карпов   |
| 2023 | Максим Гоголев    | Тимофей Иванов     | Иван Селёдков   |
| 2024 | Тимофей Иванов    | Павел Балобанов    | Максим Гоголев  |
| 2025 |                   |                    |                 |

### Женщины
| Год  | Победитель         | Второй          | Третий          |
| ---- | ------------------ | --------------- | --------------- |
| 2019 | Эльвира Хайруллина | Елена Гоголева  | Оксана Рыбакова |
| 2020 | Елена Гоголева     | Анна Миролюбова | Валерия Орлова  |
| 2021 |                    |                 |                 |
| 2022 | Эльвира Хайруллина | Анна Миролюбова | Кристина Ильина |
| 2023 | Эльвира Седухина   | Анна Миролюбова | Кристина Ильина |
| 2024 | Кристина Ильина    | Анна Миролюбова | Алина Карлова   |
| 2025 |                    |                 |                 |